# El cerebro de Broca
El cerebro de Broca es un libro escrito por Carl Sagan formado por discursos o artículos publicados entre 1974 y 1979 en muchas revistas incluyendo Atlantic Monthly, New Republic, Physics Today, y Scientific American.

## Título
El ensayo que titula el libro lleva su nombre en honor del médico, anatomista y antropólogo francés, Paul Broca (1824-1880). Generalmente se recuerda a Broca por su descubrimiento de que distintas partes físicas del cerebro corresponden a distintas funciones. Él supuso que estudiando el cerebro de cadáveres y relacionándolo con las conductas conocidas del antiguo dueño del órgano podría entenderse plenamente el comportamiento humano. Con ese fin conservó cientos de cerebros humanos en jarros de formaldehído, incluyendo el suyo propio. Al encontrarlo en una visita al Museé de l’Homme, Sagan reflexiona sobre cuestiones existenciales que desafían algunos prejuicios sobre el ser humano, como, por ejemplo, «¿Cuánto de aquel hombre conocido como Paul Broca puede persistir todavía en este frasco?», una pregunta que evoca argumentos tanto científicos como religiosos.